# Microsoft Office ツール
Microsoft Officeツールは、すべてのMicrosoft Office製品に含まれている（または含まれていた）ソフトウェアコンポーネントである。 

## Delve
Office Delveを使用すると、 Office 365ユーザーは、 OneDriveまたはOffice 365のサイトに保存されているメール、会議、連絡先、ソーシャルネットワーク、ドキュメントを検索および管理できる。 Delveは、 機械学習と人工知能   を使用して、最も関連性の高い人とコンテンツを表示する。 2015年4月、Microsoftは、Office 365ユーザー向けに、App StoreおよびGoogle PlayでOffice Delveのモバイルバージョンをリリースした 。  

## Graph

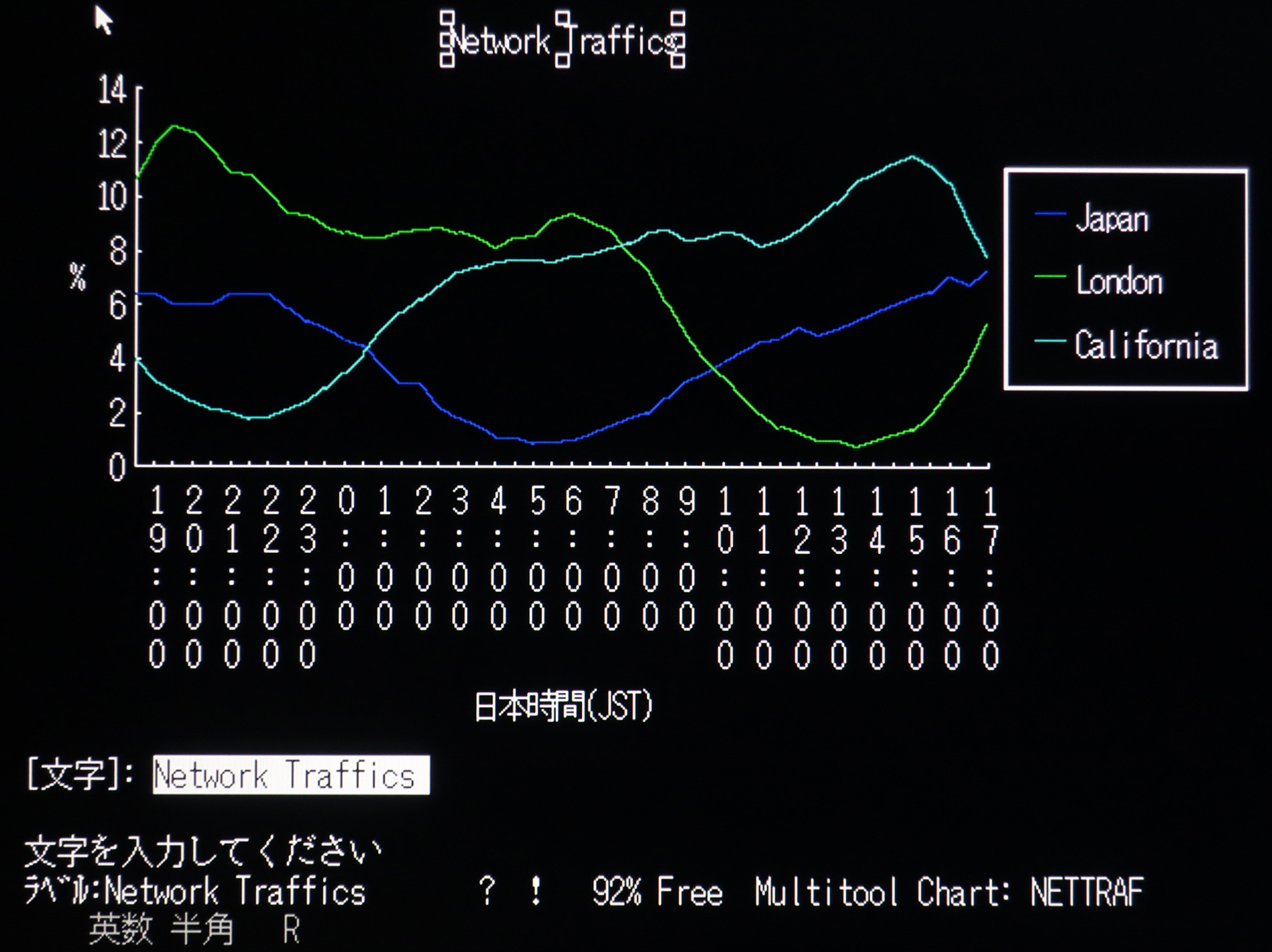
Multitool Chart (Microsoft Chartの日本IBMへのOEM)

Microsoft Graph（旧Microsoft Chart）は、 ExcelやAccessなどのMicrosoft Officeプログラムで、チャートやグラフを作成するOLEアプリケーションである。このプログラムは、 Visual Basicの OLEアプリケーションオブジェクトとして利用できる。 Microsoft Graphはさまざまな種類のグラフをサポートしており、Office 2003まではOfficeアプリケーション内でグラフを表示するためのコンポーネントとして使用されていた。 Office 2007 からは新しいグラフエンジンが搭載され、3Dレンダリング、透明度、影などの高度なフォーマットをサポートし、レイアウトをカスタマイズして、さまざまな傾向を強調することもできるようになった。 Microsoft Graphは互換性のために残っており、Officeプログラムの[挿入]タブの[オブジェクト]メニューで使用できる。 
Microsoft Chartは、マイクロソフトが1980年代初期に出荷していたMicrosoft Multiplanとともに出荷され、当時成功していたLotus 1-2-3と競合した。 Microsoft Chartは、ボックスデザインとメニューをMultiplanと共有し、Multiplanデータをインポートできた。単純なグラフ（円、棒、線）は、グラフィックスモードで画面に描画された。当時はMS-DOSがマルチタスクオペレーティングシステムではなかったため、Multiplanを終了してからChartを読み込んでグラフを作成・描画する必要があった。 1990年代初頭、Microsoft ChartはMicrosoft Graphに名前が変更された。

## WordArt
ワードアートは、テキストに飾り付けを行う機能である。テクスチャ、アウトライン、標準のフォント書式で利用できない多くの飾り付けなど、さまざまな「特殊効果」を備えた定型装飾をされたテキストを作成できる。たとえば、影を作成し、テキストの形状を回転、「曲げ」、「引き伸ばし」をすることができます。ワードアートでは、 Microsoft Wordが提供する30種類のスタイルを標準で使用できるが、ワードアートツールバーと描画ツールバー、またはOffice 2007および2010のワードアートツールタブで使用できるツールを使用してカスタマイズすることもできる。加えて、Excel、 Microsoft PowerPoint、Microsoft Publisher でも利用できる。 Office 2010以降は、テキストに影、面取り、光彩、ぼかし、反射などの書式効果を適用できる。 
Office 2007では、ワードアートはExcelとPowerPointで再設計され、新しいスタイルと効果が追加され、通常のテキストボックスに適用できるようになった。 

## SmartArt
PowerPoint、Word、Excel、およびOutlookのリボンの[挿入]タブにあるSmartArtは、新しいダイアグラムオブジェクトである。リスト、プロセス、サイクル、階層などのカテゴリに、115個のSmartArtテンプレートが用意されている。 SmartArtが挿入されると、その横にテキスト作業ウィンドウが表示され、階層レベルでテキストを入力するようユーザーをガイドする。デザインに基づいて、テキストのアウトラインがダイアグラムにマップされ、図形やテキストは最適なサイズに自動的に変更される。 「クイックスタイル」 を使うと、色、フォント、 3Dなどの様々な効果を変更でき、各効果は個別にも変更できる。 SmartArtは2006年からOfficeに含まれている。 

## 廃止された機能

### Binder
Microsoft Binderは 、もともとMicrosoft Office 95、97、2000に含まれていたアプリケーションで、異なる種類の OLE 2.0オブジェクト（例えば、文書、スプレッドシート、プレゼンテーション、プロジェクト）を1つのファイルにまとめることができた。Office 2000で廃止された。 
Microsoft Binderのファイル名拡張子は.OBD、Office Binderテンプレート形式は.OBTだった。 Microsoft Office Binder Wizardは、拡張子.OBZであった。 
Binderファイルは、アドインをインストールすることでOffice 2003までは開くことができた。 Office 97 Unbindは、Microsoft Webサイトからダウンロードすることができる。 

### Data Analyzer
Microsoft Data Analyzer 2002は、 Microsoft Office XPに同梱された。マイクロソフトは当初、Maximal Innovative Intelligenceのソフトウェアを購入した。Maximalの「Max」製品は、Microsoft Data Analyzerとしてブランド変更された。スタンドアロンアプリケーションであり、Office XPスイートに同梱された。最後のバージョンは3.5である 。 
Microsoft Data Analyzerでは、データとデータの傾向を分析・視覚化でき、 SQL Server Analysis Servicesと統合されていた 。生成されたレポートとグラフは、HTML、Microsoft Excel、またはMicrosoft PowerPointファイルとして保存できた。 

### Document ScanningとDocument Imaging
Microsoft Office Document Scanning（MODS）は、Office XPで最初に導入されたスキャンおよび光学式文字認識 （OCR）アプリケーションである。 OCRエンジンは、 ニュアンス社のOmniPageを利用していた。 MODSは、紙文書のアーカイブコピーの作成に適しており、OCRデータをMDIファイルとTIFFファイルの両方に埋め込むことができた。これにより、ファイルのテキスト検索が可能になり、 Windows Searchで紙文書の検索が可能となった。 
Microsoft Office Document Imaging （MODI）を使用すると、Microsoft Office Document Scanningによってスキャンされた紙文書の編集および注釈の追加ができる。 Office XPで最初に導入され、 Office 2003およびOffice 2007に搭載された。 Office 2010以降では使用できなくなったが、以前のバージョンのMicrosoft OfficeからインストールしておくとOffice 2010でも使用できる 。（Office 2010のインターネットファックス機能は、MODIの代わりにWindowsファックスプリンタドライバを使用してTIFFを生成するようになった。）マイクロソフトは、ユーザーが1つ以上のMDIファイルをTIFFに変換できるコマンドラインツールであるMDI to TIFF File Converterを提供している 。  
MODIは、 タグ付き画像ファイル形式 （TIFF）と、MDIと呼ばれる独自形式をサポートしている。 OCRプロセスから生成されたテキストを元のTIFFファイルに保存することができる。ただし、MODIはTIFF標準仕様とは異なるTIFFファイルを生成するため、他のTIFF互換プログラムで利用できないことがある。 
デフォルトモードでは、OCRエンジンは必要に応じてページのスキューを調整し、ページの向きを変更する。 
Office 2003 Service Pack 3以降、MODIは、Service Packのセキュリティ変更の一部として、 タグ付き画像ファイル形式 （TIFF）ファイルとの関連付けが行われなくなった。また、TIFFファイルでのJPEG圧縮をサポートしなくなった 。  
MODSとMODIはOffice 2010以降使用できなくなったが、マイクロソフトはSharePoint Designer 2007または古いOfficeメディアからMODIコンポーネントをインストールすることで回避策を推奨している 。  

#### プログラマビリティ
MODIは、 コンポーネントオブジェクトモデル （COM）を介してdocumentとimage オブジェクトを公開している。OCRエンジンを使用して、スキャン画像をテキストに変換できる。 
MODIオブジェクトモデルには、Microsoft Office Document Imaging 11.0タイプライブラリへの参照を使用して、コンポーネントオブジェクトモデル（COM）をサポートする開発ツールからアクセスできます。 MODI Viewerコントロールは、Microsoft Office Document Imaging Viewer Control 11.0または12.0（MDIVWCTL.DLL）をアプリケーションプロジェクトに追加することにより、 ActiveXコントロールをサポートする開発ツールからアクセスできる。MODI関連のコンポーネントは、 C:\Program Files\Common Files\Microsoft Shared\MODIにインストールされている。 

Office XPにMODI自体は含まれていたがプログラミングは可能ではなかった。MODIコントロールは、Office 2003で初めて利用可能になった。 
```
Dim
 
inputFile
 
As
 
String
 
=
 
"C:\test\multipage.tif"

Dim
 
strRecText
 
As
 
String
 
=
 
""
 

Dim
 
Doc1
 
As
 
MODI
.
Document
 

Doc1
 
=
 
New
 
MODI
.
Document

Doc1
.
Create
(
inputFile
)

Doc1
.
OCR
()
 
' this will ocr all pages of a multi-page tiff file

Doc1
.
Save
()
 
' this will save the deskewed reoriented images, and the OCR text, back to the inputFile

For
 
imageCounter
 
As
 
Integer
 
=
 
0
 
To
 
(
Doc1
.
Images
.
Count
 
-
 
1
)
 
' work your way through each page of results

  
strRecText
 
&=
 
Doc1
.
Images
(
imageCounter
).
Layout
.
Text
  
' this puts the ocr results into a string

Next

File
.
AppendAllText
(
"C:\test\testmodi.txt"
,
 
strRecText
)
   
' write the OCR file out to disk

Doc1
.
Close
()
 
' clean up

Doc1
 
=
 
Nothing

```

#### MDIファイル形式
MODIは、独自形式である.mdi ファイル名拡張子を使い、OCRプロセスで生成されたテキスト、注釈、メタデータをスキャンされた紙文書に保存する。 MDIはTIFFの派生形である  。 TIFFとの主な違いは次のとおりである。 
- マジックナンバーは0x5045であり、TIFFの 0x4D4D （ASCII MM ）や0x4949 （ASCII II ）とは異なる。
- 3つの独自の画像圧縮形式が使用されている。
- 多数の独自のタグ値が使用されている。

### Office Webコンポーネント
Office Web Components （OWC）は、Office 2000、XP、および2003で利用可能な一連のOLE コンポーネントである。 これらのActiveXコントロールは、Webページ、 Visual Basic、Visual Basic for Applications （VBA）フォーム、およびWindows Formsに追加できた。 OWCは、COM準拠のコンポーネントオブジェクトモデルプログラミング言語で使用できた。 Microsoft Excel、 Microsoft Access 、 Microsoft Project 、 Microsoft FrontPageなどのアプリケーションでは、Office Webコンポーネントを使用してインタラクティブなWebページを作成できた。 
OWCには次のコンポーネントが含まれていた。 
- Spreadsheet
- Chartspace
- Pivot table
- Data source component

Office Web Serverは、Office Project Server 2007の一部を除き、Office 2007で廃止されたが、引き続きMicrosoftのWebサイトからダウンロードできた。 OWCの完全な代替品は現在も提供されていないが、サードパーティ製品、 Excel Services 、またはVisual Studio Tools for Officeを組み合わせることで、同様の機能を提供できる。 
Pivot Table Webコンポーネントは、Windows 7で問題が発生する場合がある 。   多くの場合、問題はIEの新しいセキュリティ設定に関連しており、関連するインターネットゾーンの制限を緩和し、ActiveXコントロールとドメイン間アクセスを許可することで解決できる。 ページがコンピューター上でローカルホストされている場合、ゾーンの設定はIEインターフェイスからアクセスできず、レジストリを編集して変更する（キー[HKEY_CURRENT_USER\Software\Microsoft\Windows\CurrentVersion\Internet Settings\Zones\0]）。   

### クリップオーガナイザ
Microsoft Clip Organizerは、ユーザーがプレゼンテーション、文書やその他のOfficeドキュメントに含める画像、写真、音声、ビデオなどのメディアクリップを検索できるクリップアート整理のためのソフトウェアです。 さまざまなメディアクリップが付属しており、 Microsoft Office Online Webサイトでより多くの選択肢を提供していた。 

### 数式エディタ
Design Scienceにより開発された数式エディタでWYSIWYG環境で数式を作成することができ、Microsoft Officeやいくつかの商用アプリケーションに同梱された。 これは、Design ScienceのMathTypeの簡易バージョンであり、有料バージョンへのアップグレードを促すダイアログボックスが表示された  。 スタンドアロンプログラムとして、またはOLE埋め込みオブジェクトとして使用できた。 Word for Windowsバージョン2.0で導入されて以来、その機能セットは大幅に変更されていなかった。 
Office 2007以降、数式エディタは数式を作成する既定の方法ではなくなり、古いドキュメントとの互換性のためだけに残されている 。代わりに、再設計された数式ツールが含まれている。これは、OLEオブジェクトではなく、Office プログラムに組み込まれ、リボンから編集できる  。  2018年1月、マイクロソフトは数式エディターの脆弱性に関するセキュリティ更新プログラムを公開し、これにより古い数式エディターは削除されるようになった 。 